# Jakub Epstein (rzeźbiarz)
Jakub Epstein (hebr. יעקב אפשטיין)  (ur. 1921 w Krzemieńcu, zm. 1 grudnia 2003 w Izraelu) – izraelski rzeźbiarz pochodzący z Polski.

## Życiorys
Jakub Epstein urodził się w 1921 w Krzemieńcu, w województwie wołyńskim w Polsce. Jego ojciec był grawerem i rzeźbiarzem, tworzył w drewnie i kamieniu. Mając 14 lat Jakub Epstein zamieszkał we Lwowie, gdzie uczył się w szkole plastycznej. W 1941 został wcielony do Armii Czerwonej i służył w niej do zakończenia wojny. Od 1946 do 1957 mieszkał we Lwowie, gdzie wykładał w Lwowskiej Narodowej Akademii Sztuki. Równocześnie tworzył, jego prace uczestniczyły w wielu wystawach rzeźby, jedną z nich była największa w tamtym okresie wystawa sztuki ukraińskiej „Od XI wieku do współczesności” zorganizowana w Kijowie. Mieszkając we Lwowie zajmował się również konserwacją i restauracją obiektów architektoniczno-rzeźbiarskich na Ukrainie, m.in. budynku Akademii Nauk we Lwowie, płaskorzeźb ściennych w dawnej szkole kadeckiej oraz pomnika bitwy pod Stalingradem. Wśród wyrzeźbionych przez niego portretów znalazł się także portret ukraińskiego poety Tarasa Szewczenki, który obecnie znajduje się w muzeum poety w Ukrainie. W 1957 w ramach kolejnej fali przesiedleń Polaków z terenów ZSRR zamieszkał w Warszawie, otrzymał wówczas stypendium Ministerstwa Kultury i Sztuki. Stworzony przez niego portret pisarza Szaloma Alejchema znajduje się w Ambasadzie Izraela w Warszawie, a jego kopia w Ośrodku Kultury Żydowskiej we Wrocławiu. W 1959 wyemigrował z rodziną do Izraela i zamieszkał w Bat Jam, był jednym z założycieli Instytutu Sztuk Plastycznych w tym mieście i pełnił funkcję dyrektora wydziału rzeźby. Jego uczniami są m.in. rzeźbiarka i malarka Sarah Katz, rzeźbiarki Zahara Rubin i Talia Tokatli. Wykładał także rzeźbę w Szkole Sztuk Thelma Yellin, Akademii Sztuki Bezalel i Instytucie Avni w Tel Awiwie.
Od 1960 roku jest członkiem Stowarzyszenia Malarzy i Rzeźbiarzy w Izraelu, jego prace znajdują się w Centrum Sztuki Haim Atar w kibucu Ein Harod Meuchad, na Uniwersytecie w Tel Awiwie, Uniwersytecie Ben-Guriona na Negewie, Audytorium Bat Yam, w Muzeum Miejskim w Holon, w Beit Yatziv oraz szpitalach Sharon, Wolfson i innych.
Cześć prac jest wystawiona na stałej wystawie w Bat-Yam Museum of Contemporary Art im. Davida Ben-Ari.